# Балаїр (Абатський район)
Балаї́р (рос. Балаир) — присілок у складі Абатського району Тюменської області, Росія.
Населення — 105 осіб (2010, 149 у 2002).
Національний склад станом на 2002 рік:
- росіяни — 90 %